# Casa consistorial de Cinctorres

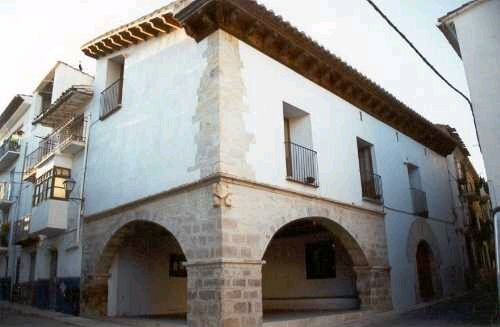
Vista general

La Casa consistorial de Cinctorres (Provincia de Castellón, España) es un edificio construido probablemente en el siglo XVI si bien en estilo gótico tardío civil, atendiendo a la tipología formal de dichas edificaciones. Consta que el veinte de octubre de 1562 la Justicia ya se reunió bajo un cobertizo en donde hoy está esta casa.
Ha tenido posibles reparaciones como en 1616, finales del siglo XVIII (reparación de la cubierta), 1850 (dos cárceles), en 1981 y finalmente en 1992.
Actualmente cuenta con tres plantas: planta baja, un cobertizo con arcos y sala para funciones municipales, planta primera, sala de plenos y archivo y planta segunda, despacho y otra salita de plenos.
Se exhiben fragmentos de retablos góticos (restaurados) que fueron hallados en la techumbre durante la restauración del edificio.